# Випростувальний рефлекс у кота

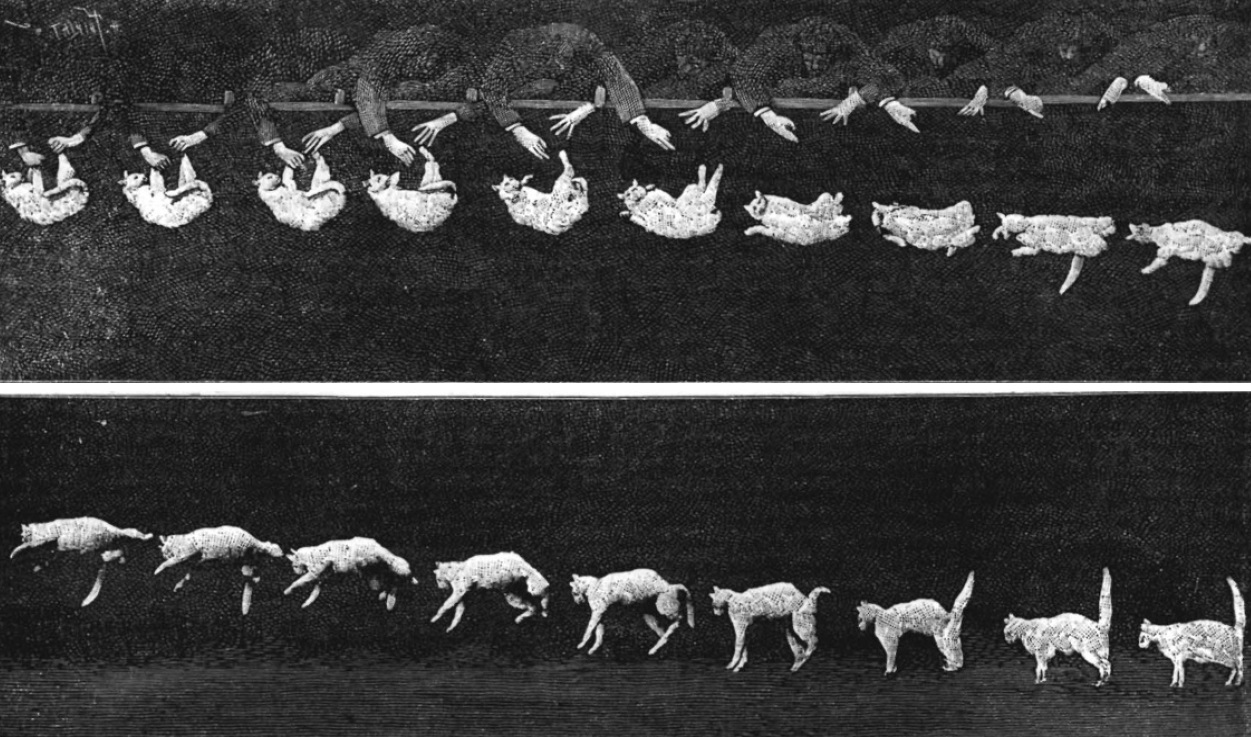
Зображення кота, що падає, які з'явились у часописі Nature (Природа) у 1894, хронофотографія Етьєн-Жуля Маре.

Випростувальний рефлекс у кота — це вроджена здатність кота зорієнтувати себе, щоб впасти на ноги. Випростувальний рефлекс починає з'являтись у віці 3-4 тижнів і вдосконалюється до 6-7 тижнів. Коти здатні робити таке завдяки своєму незвичайно гнучкому хребту і особливостям ключиці. Вона у них тонка і не прикріплена до плечового суглоба як у людини. Також їхня ключиця розташована всередині м'яза і дозволяє плечам рухатись вільно з дуже маленькими обмеженнями, тому тварини можуть втискатися у вузький лаз і легко ходити по карнизу. Найменша висота, що потрібна для випростування, становить близько 30 см. Коти без хвоста також мають цю здатність, оскільки для збереження моменту імпульсу кіт здебільшого використовує задні лапи, а не хвіст.

## Техніка

Схематична анімація руху кішки у польоті

За відчуття рівноваги у котів відповідає розвинений вестибулярний апарат, розташований у внутрішньому вусі. Після визначення напрямку оберту візуально або завдяки вестибулярному апарату, коти прихитряються викрутити себе ногами додолу без помітної зміни моменту імпульсу. Вони здатні здійснити це за допомогою таких рухів:
1. Зігнутись посередині, так що передня і задня частини тіла обертаються щодо різних осей.
2. Підігнути передні ноги, щоб зменшити момент інерції передньої частини тіла і виставити задні ноги, щоб збільшити момент інерції задньої частини тіла, таким чином, вони можуть сильніше обернути передню частину тілу (аж до  90°), тоді як задня частина менше обертається у зворотньому напрямку (лише 10°).
3. Простягнути передні ноги і підтиснути задні, так що вони можуть обернути задню частину більше ніж передня обернеться в іншому напрямку.

Залежно від гнучкості кота і початкового моменту імпульсу, якщо такий наявний, коту може знадобитись виконати кроки два і три неодноразово, щоб завершити поворот на 180°.

## Гранична швидкість
На додачу до рефлексу випростування коти мають інші особливості, які зменшать шкоду завдану падінням. Їх маленькі розміри, легкокістна структура і густа шерсть зменшують їхню граничну швидкість. Більше того, перевернувшись, вони також можуть розпростати лапи навсібіч, щоб дещо збільшити опір повітря. Гранична швидкість кота, що падає становить 100 км/г, тоді як людина у «позиції вільного падіння» має граничну швидкість 210 км/г. На граничній швидкості вони розслабляються, що також певною мірою захищає їх від удару. Нові дослідження свідчать, що після досягнення граничної швидкості, коти орієнтують свої кінцівки горизонтально і спочатку вдаряються животом.

## Травми
Завдяки своєму випростувальному рефлексу коти часто приземляються неушкодженими. Однак, це не завжди так, оскільки коти можуть зламати кістки або й загинути у разі екстремальних падінь. У 1987 дослідження оприлюднені у часописі американської ветеринарної медичної асоціації казали, що зі 132 котів, яких привезли у Нью-Йоркський медичний центр для тварин після падіння з будівель травмованість котів збільшувалась залежно від висоти падіння до висоти семи поверхів, але зменшувалась у разі падіння з висоти вище семи поверхів. Автори дослідження припустили, що після п'яти поверхів падіння коти досягають граничної швидкості і тоді розслабляються та розпростовують своє тіло так, щоб збільшити аеродинамічний опір.